# مجموعة المثليين في باهيا
مجموعة المثليين في باهيا(بالبرتغالية: Grupo Gay da Bahia‏) هي أقدم مجموعة للدفاع عن حقوق الإنسان لمجتمع المثليين في البرازيل. تأسست في عام 1980 من قبل لويز موت، في مدينة سالفادور، باهيا، تم تسجيل مجموعة المثليين في باهيا كمنظمة غير هادفة للربح في عام 1983، وأعلنت منظمة الخدمة العامة لمدينة سلفادور في عام 1987. وهي عضو في المنظمة الدولية رابطة المثليات والمثليين، تشكل جزءًا من موظفي اللجنة الدولية لحقوق الإنسان للمثليين والمثليين، والمنظمة الوطنية للرجال السود والبيض معًا، وهي في حالة «توأمة» مع الاتحاد السويدي لحقوق المثليات والمثليين ومزدوجي التوجه الجنسي والمتحولين جنسيا في ستوكهولم.
منذ عام 1989، كانت المجموعة عضوا في اللجنة الوطنية لمكافحة الإيدز في وزارة الصحة البرازيلية، وكانت منذ عام 1995 واحدا من منسقي الأمانة لحقوق الإنسان التابعة للمؤسسة البرازيلية للمثليين، والمثليات، مزدوجي التوجه الجنسي، ترافستي، المتحولين جنسيا، وثنائيي الجنس. كانت مجموعة المثليين في باهيا مسؤولة بشكل مباشر عن تأسيس عدة مجموعات للدفاع عن حقوق الإنسان للمثليين في ولايات أخرى في البرازيل، وووفرت مساحة للاجتماع ل«مجموعة المثليات في باهيا»، و«رابطة المتحولين جنسياً في سلفادور»، و«مركز مكافحة الإيدز في باهيا»، وهي كيانات متحالفة ولكن مستقلة عن مجموعة المثليين في باهيا. في عام 1985، روجت مجوعة المثليين في باهيا للقاء الثالث للحركة الجنسية المثلية البرازيلية وفي عام 1994، اللقاء السادس للمنظمات غير الحكومية البرازيلية المعنية بالإيدز. تنشر المجموعة نشرة مجموعة المثليين في باهيا مرتين أو ثلاث مرات في السنة، وقد أنتجت 24 منشورًا وكتيبًا عن المثلية الجنسية والإيدز. مارسيلو كيركييرا هو الرئيس الحالي لمجموعة المثليين في باهيا.

## الأهداف
يحتوي مجموعة المثليين في باهيا على ثلاثة أهداف:
- للدفاع عن حقوق لكامل المواطنة للمثليين، المثليات، ترافيستي والمتحولين جنسيا في باهيا والبرازيل، وشجب ومحاربة كل مظاهر كراهية المثليين والتمييز الجنسي.
- لنشر معلومات دقيقة عن المثلية الجنسية، وتشجيع إقامة دورات التربية الجنسية في جميع المدارس، ووضع حد للجهل ومؤامرة الصمت ضد «الحب الذي لا يجرؤن على التحدث باسمه» من خلال خطاب علمي وسياسي صحيح؛
- لتعزيز الوعي لدى أكبر عدد ممكن من للمثليين، المثليات، ترافيستي والمتحولين جنسيا حول الحاجة الملحة للنضال من أجل حقوقهم المدنية الكاملة، وكذلك منح حق الوصول إلى المعلومات والدعم بشأن الجنس الآمن، الأمراض المنقولة جنسيا والإيدز.

## التنظيم والأداء
يتم تنسيق مجموعة المثليين في باهيا من قبل ستة مدراء بغير راتب، (الرئيس، نائب الرئيس، أمين الصندوق، وثلاثة منسقين)، يتم انتخابهم لمدة ثلاث سنوات. أي مواطن يمكن أن تصبح عضوا في مجموعة المثليين في باهيا، بغض النظر عن الجنس، والجندر، التوجه الجنسي، الهوية الجندرية أو التعبير عنها، العرق أو الإثنية، الدين، أو العقيدة السياسية: لدى مجموعة المثليين في باهيا 500 شخص من الأعضاء العاديين. لدى مجموعة المثليين في باهيا مركز خاص بها، قدمه أحد المديرين، ويقع في شارع فري فيسينتي، 24 - بيلورينهو. يتكون الفضاء من منزل من ثلاثة طوابق ويحتوي على مكتبة صغيرة وأرشيف ومكتب بهاتف وفاكس وجهاز كمبيوتر. ويضم أكبر أرشيف للصحف، المجلات، وغيرها من المواد المطبوعة على تاريخ حقوق المثلية وحراك المثليين في أمريكا اللاتينية. المركز مفتوح للعموم خلال ساعات العمل.
منذ تأسيسها، عقدت مجموعة المثليين في باهيا اجتماعين أسبوعيين، كل يوم أربعاء وجمعة، من الساعة 8 إلى الساعة 10 مساءً. يتم تنسيق هذه الاجتماعات من قبل مجلس إدارة المجموعة وتكرس لمناقشة المواضيع التي تهم مجتمع المثليين. يزور مركز مجموعة المثليين في باهيا كل أسبوع ما بين 100 و 200 شخص، مما يجعل عدد الزوار الكلي خلال 32 عامًا منذ تكوين المجموعة يتجاوز 40,000. تشكل المجموعات الفرعية التالية جزءًا من مجموعة المثليين في باهيا: مجموعة كويمباندا-دودو للمثليين السود في باهيا؛ رابطة الطوابع المثلية في البرازيل؛ الرابطة البرازيلية لأولياء الأمور وأصدقاء المثليين؛ مركز الدراسات الجنسية المثلية.